# Liste der Biografien/Van C
Liste der Biografien |
Portal Biografien |
C Personensuche
# |
A |
B |
C |
D |
E |
F |
G |
H |
I |
J |
K |
L |
M |
N |
O |
P |
Q |
R |
S |
T |
U |
V |
W |
X |
Y |
Z |
?
 
Va |
Vd |
Ve |
Vh |
Vi |
Vj |
Vl |
Vn |
Vo |
Vr |
Vs |
Vt |
Vu |
Vy
 
Vaa |
Vab |
Vac |
Vad |
Vae |
Vaf |
Vag |
Vah |
Vai |
Vaj |
Vak |
Val |
Vam |
Van |
Vap |
Vaq |
Var |
Vas |
Vat |
Vau |
Vav |
Vaw |
Vax |
Vay |
Vaz
 
Van A |
Van B |
Van C |
Van D |
Van E |
Van F |
Van G |
Van H |
Van I |
Van K |
Van L |
Van M |
Van N |
Van O |
Van P |
Van Q |
Van R |
Van S |
Van T |
Van U |
Van V |
Van W |
Van Y |
Van Z

Vana |
Vanb |
Vanc |
Vand |
Vane |
Vang |
Vanh |
Vani |
Vanj |
Vank |
Vanl |
Vanm |
Vann |
Vano |
Vanp |
Vanq |
Vanr |
Vans |
Vant |
Vanu |
Vanv |
Vanw |
Vany |
Vanz
Die Liste der Biografien führt alle Personen auf, die in der deutschsprachigen Wikipedia einen Artikel haben. Dieses ist eine Teilliste mit 40 Einträgen von Personen, deren Namen mit den Buchstaben „Van C“ beginnt.

## Van C

### Van Ca
- Van Caelenberge, Gerard (* 1952), belgischer General
- Van Caenegem, Raoul (1927–2018), belgischer Rechtshistoriker und Mediävist
- Van Caeneghem, Norbert (* 1912), französischer Fußballspieler
- Van Calster, Guido (* 1956), belgischer Radrennfahrer
- Van Camelbeke, Désiré-François-Xavier (1839–1901), französischer römisch-katholischer Ordensgeistlicher und Apostolischer Vikar von Ost-Cochin
- Van Campenhout, François (1779–1848), belgischer Opernsänger (Tenor), Dirigent und Komponist
- Van Campenhout, Julien (1899–1933), belgischer Langstreckenläufer
- Van Campenhout, Roland (* 1945), belgischer Sänger
- Van Caneghem, Jon, US-amerikanischer Computerspiel-Entwickler
- Van Cant, Jean († 1926), belgischer Fußballspieler
- Văn Cao (1923–1995), vietnamesischer Komponist der Nationalhymne seines Landes
- Van Cauter, Emiel (1931–1975), belgischer Radrennfahrer
- Van Cauter, Gustaaf (* 1948), belgischer Radrennfahrer, Weltmeister im Radsport
- Van Cauwelaert, Frans (1880–1961), belgischer Politiker und Hochschullehrer
- Van Cauwelaert, Jan (1914–2016), belgischer Ordensgeistlicher, römisch-katholischer Bischof von Inongo im Kongo
- Van Cauwenbergh, Ben (* 1958), belgischer Tänzer und Choreograf
- Van Cauwenbergh, Jean Marie (1879–1950), belgischer römisch-katholischer Geistlicher, Weihbischof in Mechelen
- Van Cauwenberghe, Jean-Claude (* 1944), belgischer Politiker der Parti Socialiste (PS)

### Van Cl
- Van Cleaf, George (1879–1905), US-amerikanischer Schwimmer
- Van Cleave, William Robert (1935–2013), US-amerikanischer Politikwissenschaftler
- Van Cleef, Lee (1925–1989), US-amerikanischer SchauspielerLee Van Cleef (1925–1989)

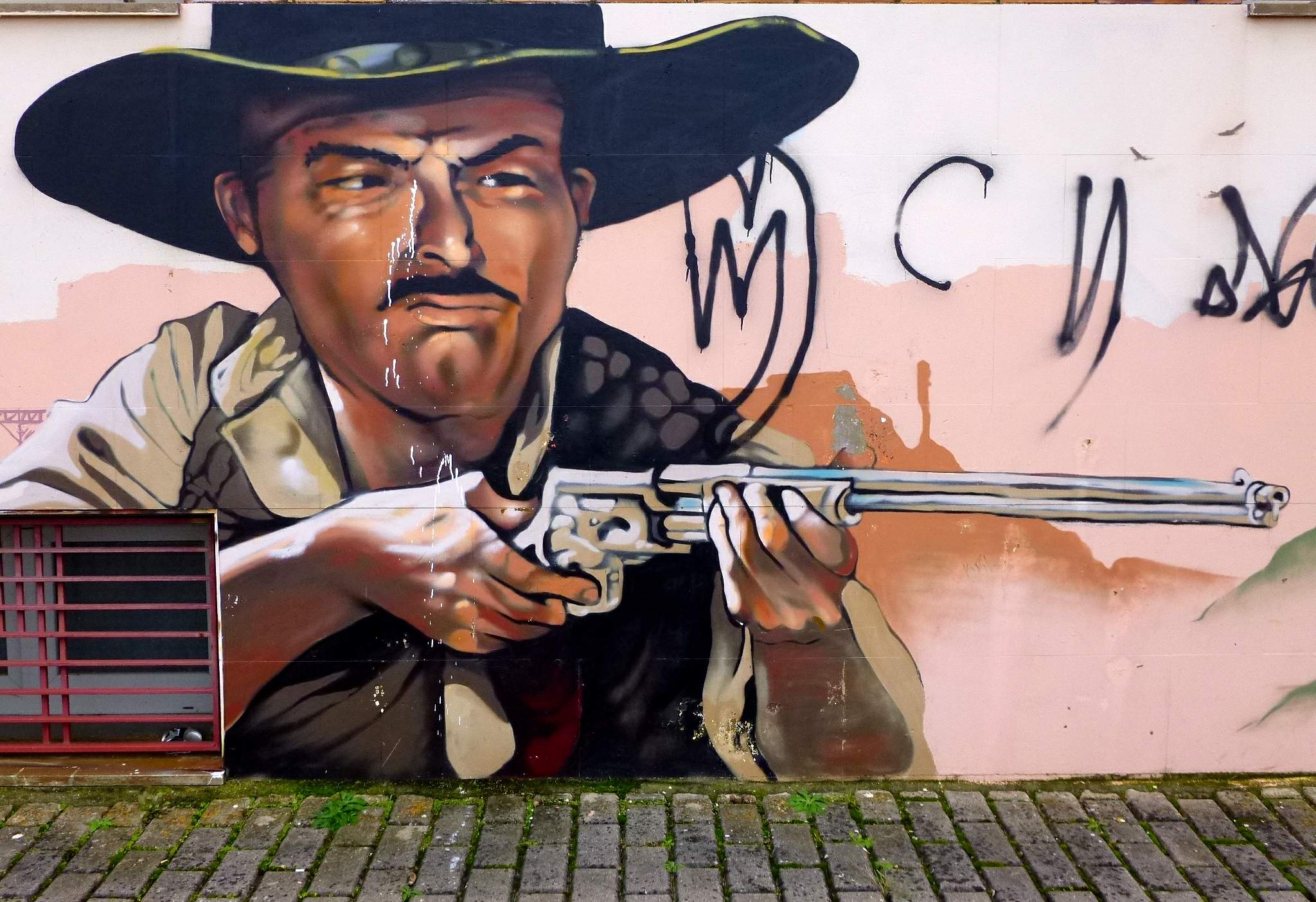
Lee Van Cleef (1925–1989)

- Van Cleemput, Werner (1930–2006), belgischer Komponist und Musiker
- Van Cleven, Michael (* 1989), belgischer Triathlet
- Van Clooster, Noël (1943–2022), belgischer Radrennfahrer

### Van Co
- Van Coetsem, Frans (1919–2002), belgisch-US-amerikanischer Sprachwissenschaftler und Hochschullehrer
- Van Coevorden, Natalie (* 1992), australische Triathletin
- Van Coile, Albert (1900–1927), belgischer Fußballspieler
- Van Compernolle, Kenneth (* 1988), belgischer Cyclocrossfahrer
- Van Coningsloo, Georges (1940–2002), belgischer Radrennfahrer
- Van Cortlandt, Philip (1749–1831), US-amerikanischer General und Politiker
- Van Cortlandt, Pierre (1721–1814), US-amerikanischer Politiker
- Van Cortlandt, Pierre Jr. (1762–1848), britisch-amerikanischer Politiker
- Van Couvering, Judith (1938–2019), US-amerikanische Paläoökologin

### Van Cr
- Van Craen, Marc (* 1946), belgischer Diplomat
- Van Crombrugge, Hendrik (* 1993), belgischer Fußballspieler
- Van Crombrugge, Marcel (1880–1940), belgischer Ruderer
- Van Crombruggen, John, belgischer Basketballtrainer
- Van Crombrugghe, Joseph (1770–1842), niederländischer und belgischer liberaler Politiker

### Van Cu
- Van Cutsem, Hugh (1941–2013), englischer Landbesitzer, Bankmanager, Geschäftsmann und Pferdezüchter
- Van Cuyck, Michel (1797–1875), belgischer Maler